# 潘妮·帕克
蜘蛛機甲戰士（英語：SP//dr），本名潘妮·帕克，是漫威漫畫中的虛構超級英雄角色，由傑洛德·威和傑克·懷特創作。蜘蛛機甲戰士首次於《蜘蛛宇宙的邊緣》#5中登場。

## 人物
在漫威多元宇宙的14512號宇宙中，潘妮·帕克是一名15歲的日裔美國中學生，在父母去世後被嬸嬸梅·帕克和叔叔班·帕克收養。
在潘妮9歲時，她的父親在駕駛蜘蛛機甲戰士時意外去世。在潘妮14歲時，梅嬸和班叔告訴潘妮，她是唯一一個能夠繼續進行該計劃的人，因為蜘蛛機甲戰士需要與她的父親的基因配對，而且要被機甲內的一隻放射性蜘蛛咬下一囗才能運作。蜘蛛機甲戰士除了能從內置的蛛網發射器發射出蜘蛛絲外，還能與駕駛者的動作同步和心靈相通。
在《蜘蛛宇宙》事件中，潘妮與蜘蛛機甲戰士加入了來自不同宇宙的蜘蛛人組成的臨時軍團，一起對抗正在獵殺各個宇宙的蜘蛛人的魔倫家族。

## 其他媒體

### 電影
- 蜘蛛宇宙系列：由貴美子·格倫配音
  - 《蜘蛛人：新宇宙》（2018）[1][2]
  - 《蜘蛛人：穿越新宇宙》（2023）

### 遊戲
- 《蜘蛛人：飛越無限（英语：Spider-Man Unlimited (video game)）》
- 《漫威爭鋒》：由天城莎莉配音。

## 外部連結
- SP//dr (Peni Parker) （页面存档备份，存于） 漫畫書數據庫
- SP//dr (Peni Parker) （页面存档备份，存于） 超級英雄數據庫